# Смечно
Смечно (чеш. Smečno, нем. Smetschno) — небольшой город в районе Кладно Среднечешского края Чехии. Муниципалитет с расширенными полномочиями.
Находится в юго-восточных предгорьях горного массива Джбан.
Расположен в исторической области Богемия в 7 км северо-западнее административного центра района г. Кладно и в 6 км к юго-западу от г. Слани, до Лидице — 12 км. До ближайшего к городу аэропорта им. Вацлава Гавела в Праге около 18.62 км.
В городе нет железнодорожных линий или станций. Ближайшая железнодорожная станция Слани находится на расстоянии 5 км.
Население составляет — 1 967 жителей (по состоянию на начало 2017 года).

## История
Первое письменное упоминание о Смечно встречается в документах 1252 года.
Смечно был первым городом в Богемии, где механик и изобретатель Йозеф Божек испытал свой паровой автомобиль.
В начале XIX века здесь был создан первый в стране Чешский сберегательный банк. В начале XIX века был организован первый детский сад в Богемии.
Грузовые железнодорожные перевозки осуществлялись с 1908 по 1925 год. Работа железной дорога была прекращена в 1932 году.

## Достопримечательности
- Замок Смечно, первоначально построен в готическом стиле, который был перестроен в эпоху ренессанса в 1580-х годах с английским парком.
- Костёл Святой Троицы 1587 года (Главный алтарь создан скульптором Игнацем Франтишеком Платцером, используется как органный зал)
- Статуя Святой Троицы 1744 года работы Игнаца Франтишека Платцера
- Статуя святого Геогия убивающего дракона XVIII-го века на центральной площади
- Природный памятник Смечненское ущелье в 2,5 км к юго-западу от города
- Памятник природы Смечно — охраняемая территория площадью 75,62 га
- Военный музей под открытым небом Смечно (часть Пражской оборонительной линии 1938 года)

В Смечно и его окрестностях имеется ряд памятников культуры Чешской Республики, в том числе:
- архитектурный памятник — Обелиск с крестом
- каменный обелиск, построенный в 1847 году в память графа Карла Яна Непомука Клам-Мартиника, генерала, сопровождавшего свергнутого императора Наполеона на остров Эльба
- местное кладбище на дороге на Слани
- Статуя Святого Донатуса
- Обелиск Божьим страстям по дороге в Качице и другие (всего 13 объектов).

## Население
| Год  | Численность | Численность |
| ---- | ----------- | ----------- |
| 1869 | 1490        | [ 5 ]       |
| 1880 | 1547        | [ 5 ]       |
| 1890 | 1981        | [ 5 ]       |
| 1900 | 2531        | [ 5 ]       |
| 1910 | 3083        | [ 5 ]       |
| 1921 | 2953        | [ 5 ]       |
| 1930 | 2930        | [ 5 ]       |
| 1950 | 2405        | [ 5 ]       |
| 1961 | 2260        | [ 5 ]       |
| 1970 | 1987        | [ 5 ]       |
| 1980 | 1788        | [ 5 ]       |
| 1991 | 1646        | [ 5 ]       |
| 2001 | 1770        | [ 5 ]       |
| 2011 | 1872        | [ 5 ]       |
| 2014 | 1951        | [ 6 ]       |
| 2016 | 1965        | [ 7 ]       |
| 2017 | 1967        | [ 8 ]       |
| 2018 | 1965        | [ 9 ]       |
| 2019 | 1962        | [ 10 ]      |
| 2020 | 1964        | [ 11 ]      |
| 2021 | 1950        | [ 12 ]      |
| 2022 | 1914        | [ 13 ]      |
| 2023 | 1976        | [ 14 ]      |
| 2024 | 1977        | [ 3 ]       |

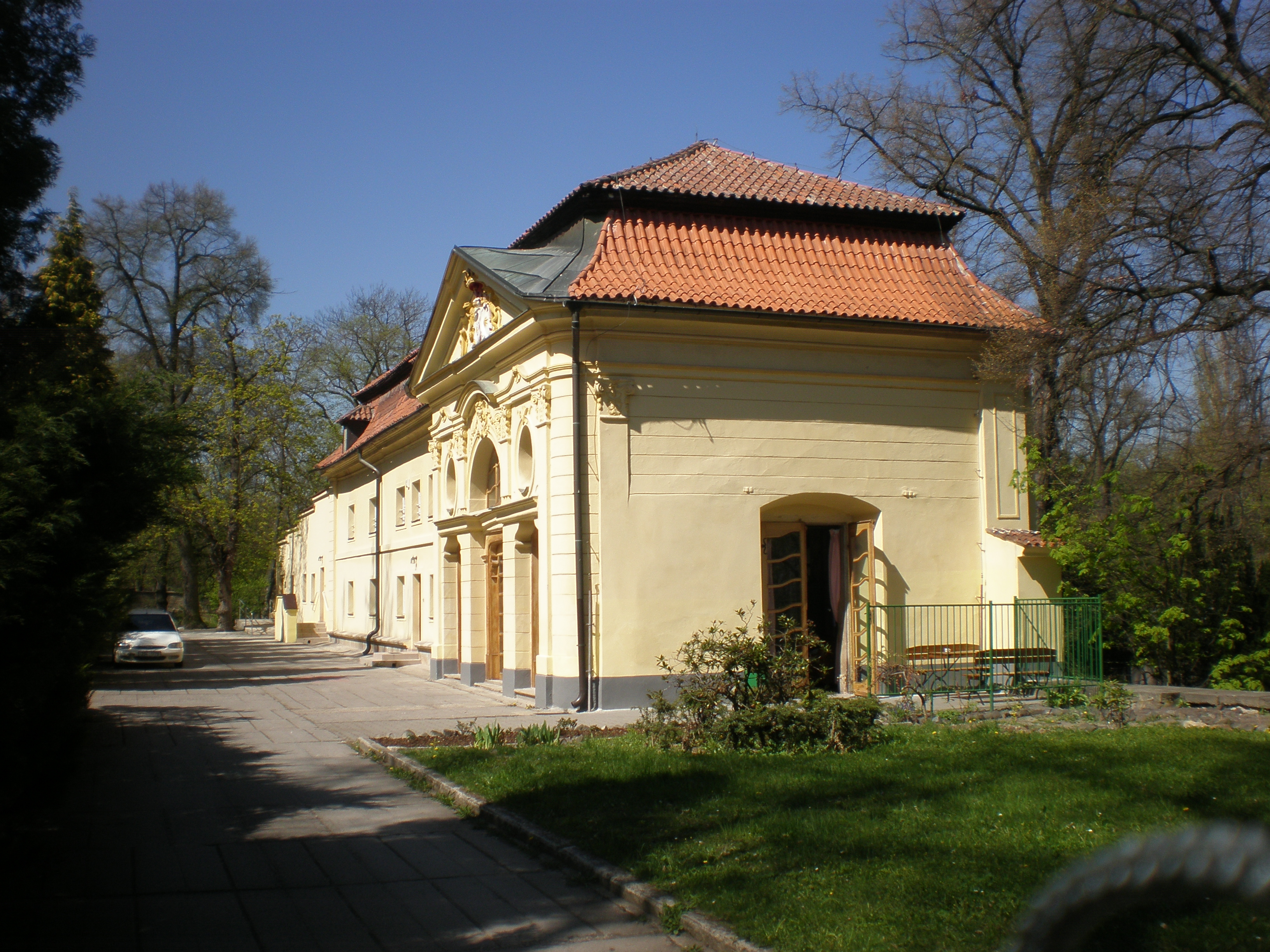
Муниципальный зал Смечно
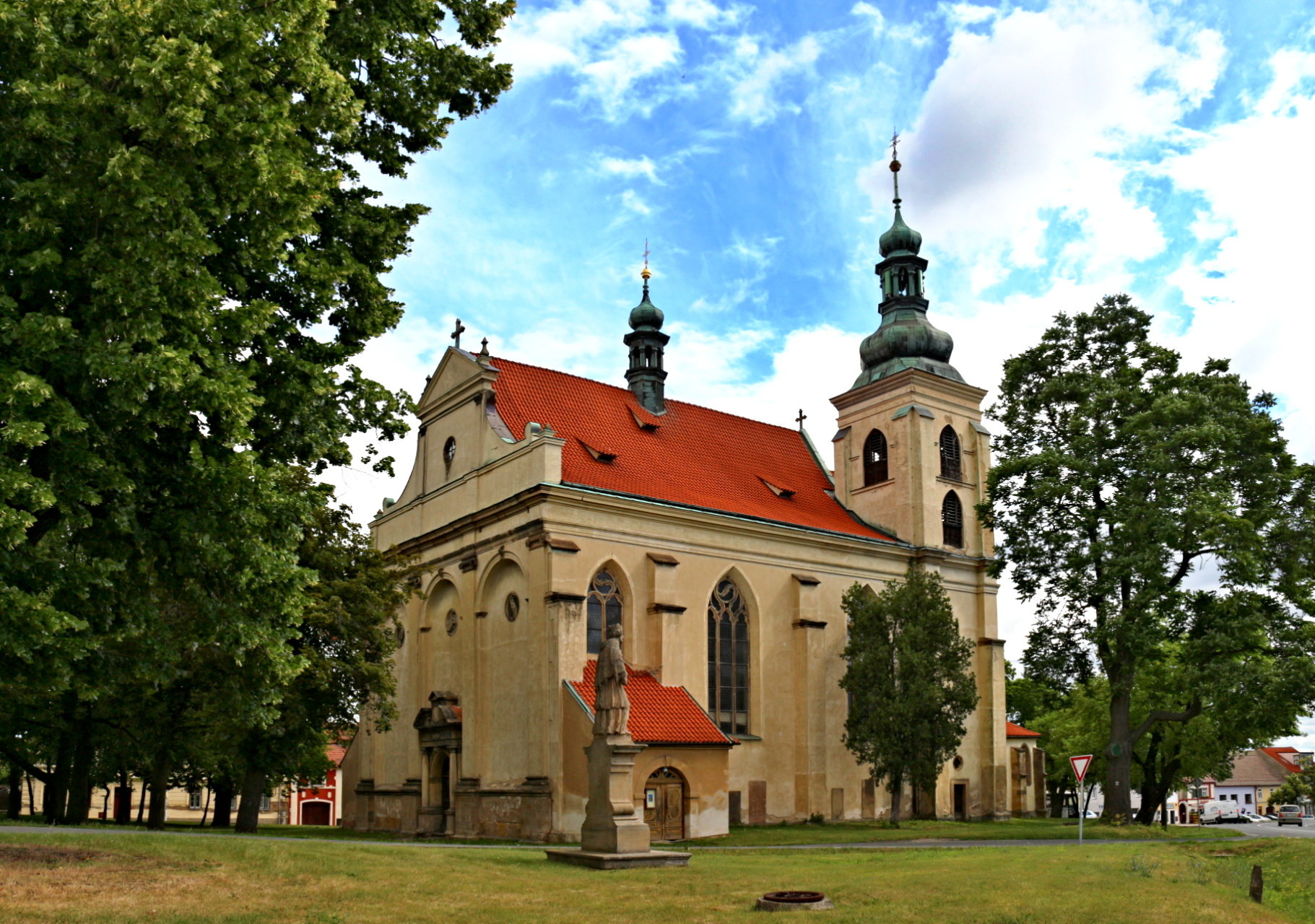
Церковь Святой Троицы
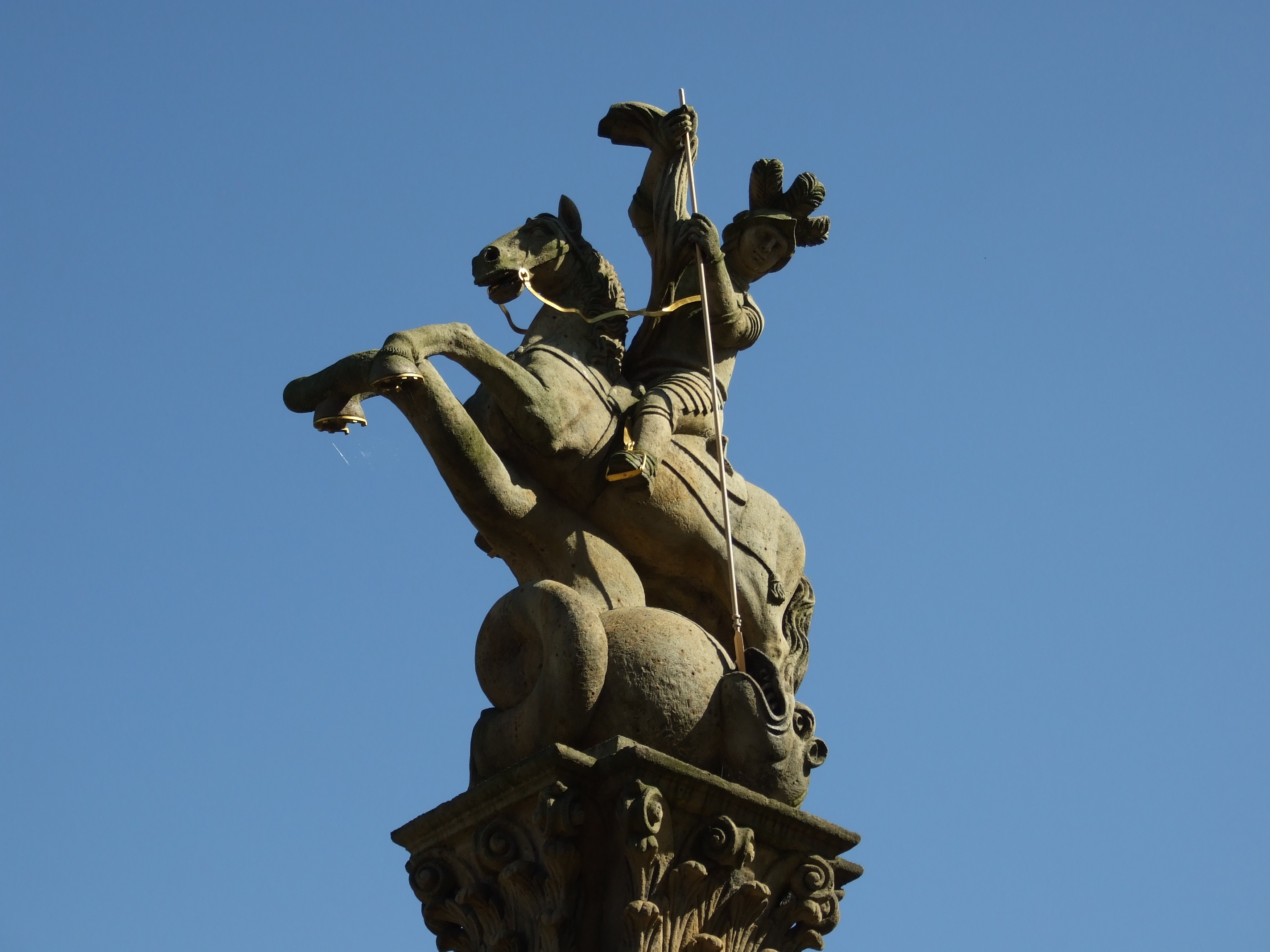
Статуя святого Георгия
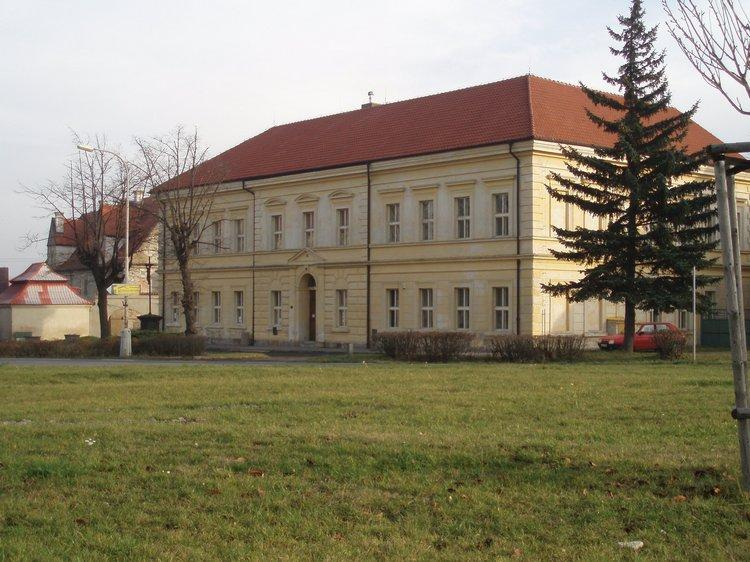
Начальная школа
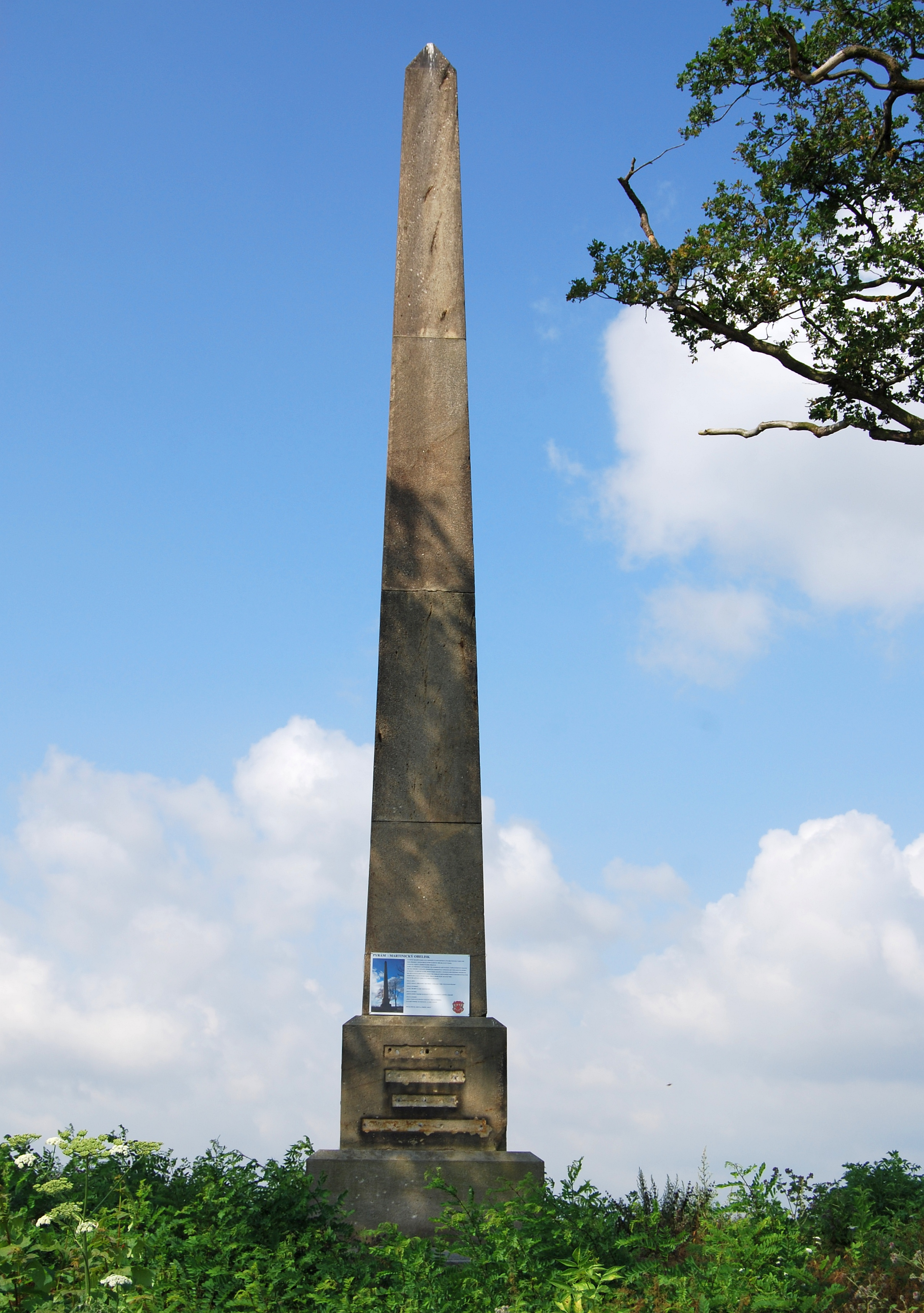
Обелиск
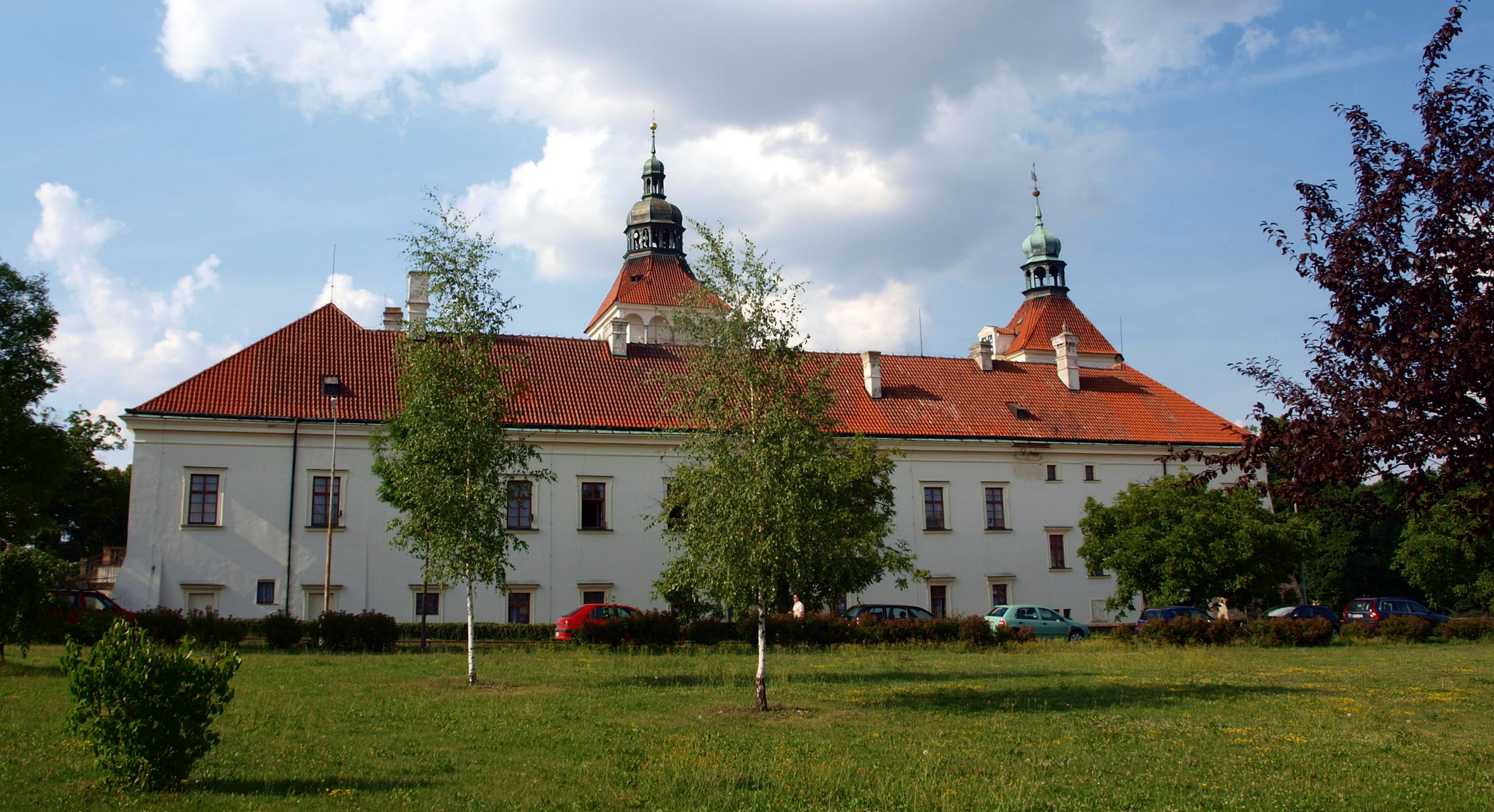
Замок Смечно
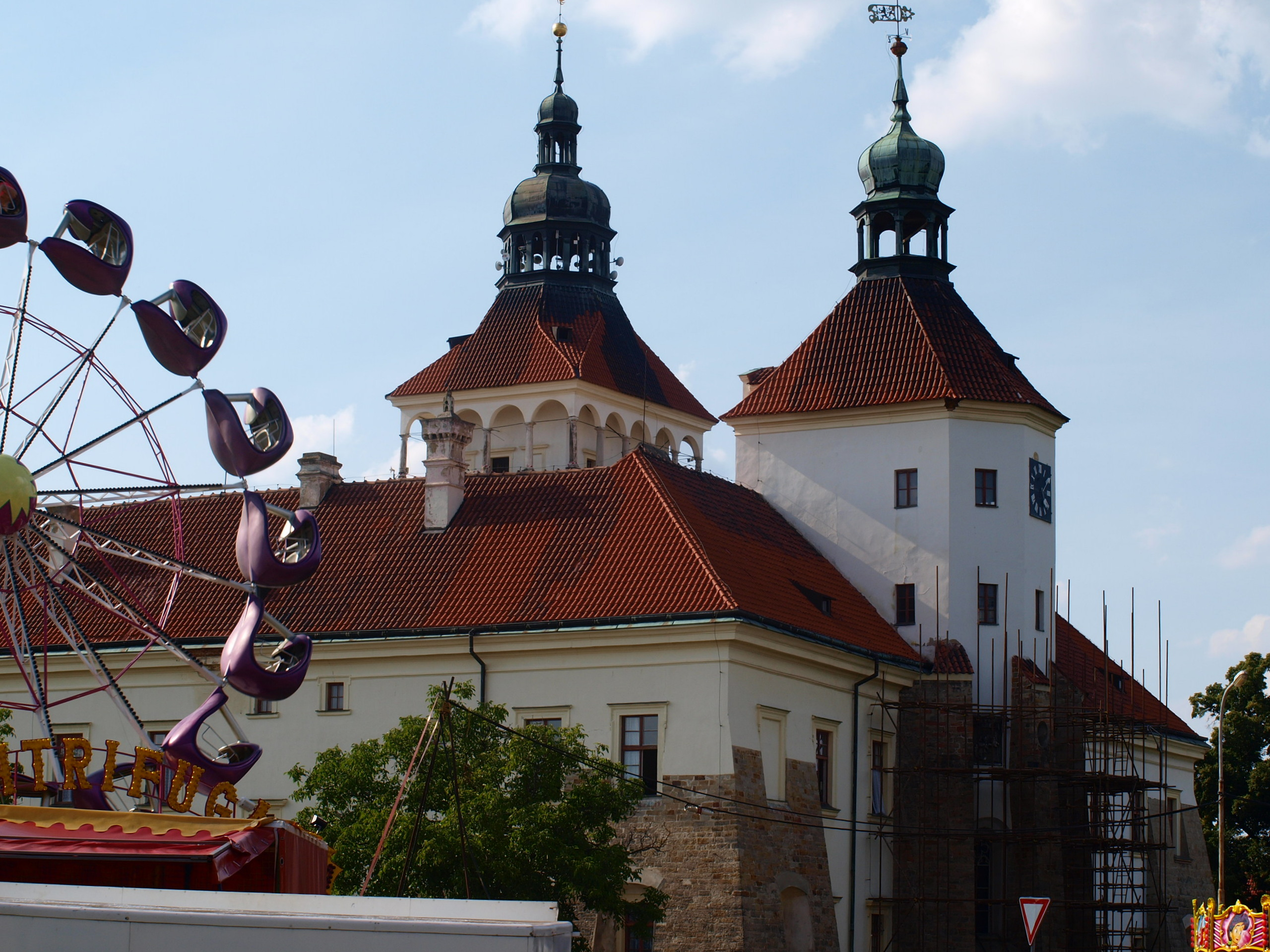
Замок Смечно